# Humphrey Waldock

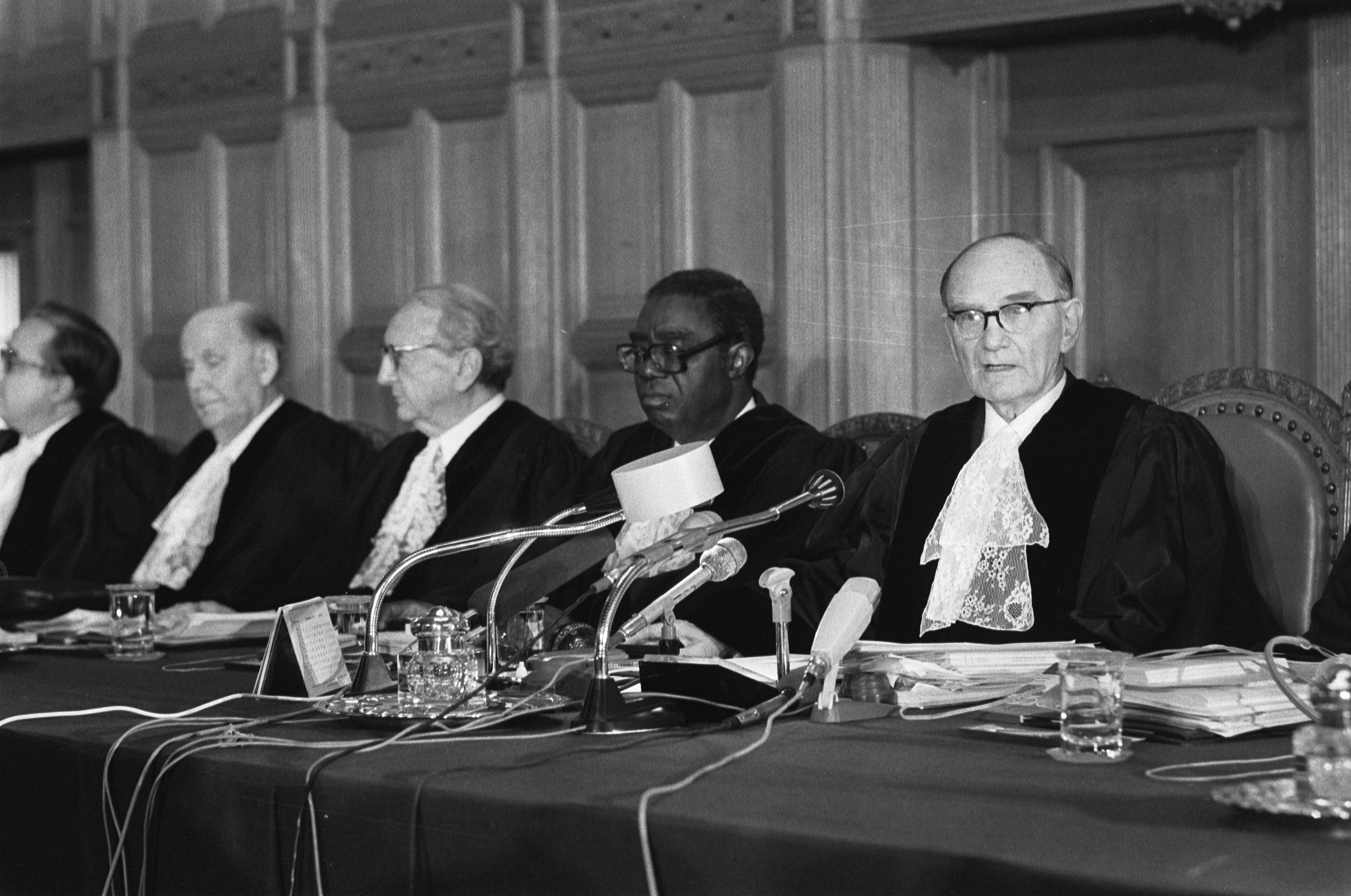
Internationaler Gerichtshof (1979). Von rechts: President Sir Humphrey Waldock, Vice-President Taslim Olawale Elias

Sir Claud Humphrey Meredith Waldock (* 13. August 1904 in Colombo, Sri Lanka; † 15. August 1981 in Den Haag) war ein britischer Jurist. 
Humphrey Waldock, Sohn von Fredrick William Waldock, besuchte die Uppingham School und das Brasenose College. 1927 erwarb er den Bachelor of Arts, ein Jahr später erhielt er den Bachelor of Civil Law. Im Jahre 1934 ehelichte er Ethel Beatrice Williams, die ihm einen Sohn und eine Tochter gebar.
1947 erhielt Waldock den Chichele-Lehrstuhl für Völkerrecht an der University of Oxford. Von 1955 bis 1974 gab er das „British Yearbook of Law“ heraus. Er wurde 1966 zum Richter am Europäischen Gerichtshof für Menschenrechte gewählt. Zwei Jahre später wurde er dort zum Vizepräsidenten und 1971 in Nachfolge von Henri Rolin zum Präsidenten ernannt. In Oxford wurde er 1972 emeritiert, ihm folgte hier der neuseeländische Jurist D. P. O’Connell. Sein Engagement am EGMR endete 1974, nachdem er ein Jahr zuvor den Richterposten am Internationalen Gerichtshof übernommen hatte. Von 1979 bis 1981 stand er diesem Gerichtshof als Präsident vor.
Humphrey Waldock war ab 1978 Ehrenmitglied der Amerikanischen Gesellschaft für internationales Recht. Er starb 1981 im Alter von 77 Jahren infolge eines Herzanfalls.